# José Carlos Mariátegui
José Carlos Mariátegui La Chira (Moquegua, 14 giugno 1894 – Lima, 16 aprile 1930) è stato un giornalista, sociologo e politico peruviano.
Conosciuto anche come l'Amauta, è considerato uno tra i primi e più importanti pensatori marxisti dell'America Latina.  Fu tra i fondatori del Partito Socialista Peruviano, della Confederación General de Trabajadores del Perú ed è l'ispiratore dell'organizzazione comunista Sendero Luminoso (nome ufficiale completo Partito Comunista del Perú sul sentiero luminoso di Mariátegui).
Tra le sue opere principali ricordiamo i Sette saggi sulla realtà peruviana e la rivista Amauta, che diresse dal 1926 fino all'anno della sua morte.  I suoi scritti vertono principalmente sulle possibilità e modalità di creazione di un comunismo con una forte connotazione india (da Mariátegui chiamato socialismo indoamericano)  in Perù e in America Latina, sulla critica letteraria e artistica, e sulla sociologia politica.

## Mariategui a Roma
Mariategui si trasferì a Roma alla fine del 1919. In Italia trovò le chiavi rivelatrici di una ricerca personale, di una conoscenza e affermazione di identità che iniziò presto e angosciante nella sua adolescenza letteraria. D'altra parte, il clima di Roma e dei suoi dintorni era favorevole; anche l'inverno romano è più tollerabile che in altre città in Italia e in Europa. Alcuni itinerari di Mariategui a Roma possono essere ricostruiti attraverso la lettura delle sue opere in contrasto con l'attuale realtà di Roma. In Italia Mariategui trovò anche moglie, Anna Chiappe nata a Lucca il 26 luglio 1898 che lo seguì in Perù.
La targa che ricorda Via della Scrofa 10, indica la casa in cui visse dal 1920 al 1922: "José Carlos Mariategui (1894-1930) pensatore e saggista peruviano, 5 aprile 1995".